# David Alfaro Siqueiros
David Alfaro Siqueiros (Chihuahua, México, 29 de dezembro de 1896 – Cidade do México, 6 de janeiro de 1974) foi um dos maiores pintores mexicanos e um dos protagonistas do muralismo mexicano, juntamente ao Diego de Rivera e Orozco.
Siqueiros fez pintura de cavalete, mas distinguiu-se principalmente pela pintura mural, onde foi um inovador em termos técnicos. Tinha uma grande preocupação em experimentar novos materiais e novas técnicas, tendo a sua investigação nesta área sido uma importante contribuição para a pintura mural.
A grande temática da sua obra é a revolução mexicana e o povo mexicano, que ele representou como o protagonista da luta por uma sociedade melhor, a sociedade socialista utópica. A sua pintura é uma pintura de intervenção política, de crítica da sociedade capitalista e de defesa dos ideais comunistas, que em Siqueiros assumem uma dimensão monumental pela força e franqueza das suas convicções. Em 1967 foi-lhe atribuído o Prêmio Lênin da Paz.

## Biografia
Siqueiros teve suas primeiras aulas de pintura com o mestre mexicano Solares Gutiérrez. Anos depois entrou para a Academia de San Carlos no México e, finalmente, para a Escola de Santa Anita, a qual abandonou para alistar-se no Exército Constitucionalista. Ao voltar ingressou na Escola Nacional Preparatória (ENP), ao mesmo tempo em que continuava sua carreira política como membro do Comitê Executivo do Partido Comunista do México e Secretário Geral do Sindicato de Artesãos, Escultores e Pintores. Sua primeira obra importante foi uma série de afrescos que terminou em 1924 para a ENP.
Durante este tempo, em Montevidéu, conheceu a escritora e poeta uruguaia Blanca Luz, que viria a ser sua futura esposa. Essa relação, porém, não era bem-vista pelo Partido Comunista Mexicano, ocasionando, já que Siqueiros não se afastou de Blanca, sua expulsão. Mais tarde, em 1930, foi preso enquanto participava de um desfile de 1º de maio, sendo posteriormente solto e exilado em Taxco. De lá foi para Los Angeles, onde começou a fazer experiências com novas técnicas. Mudou-se para Nova York onde organizou o Siqueiros Experimental Workshop.
Alistou-se como voluntário na Guerra Civil na Espanha, contra as tropas de Franco e, mais tarde, foi acusado de uma tentativa de assassinato a Trotsky, motivo pelo qual, depois de algum tempo fugido, foi preso e exilado no Chile. Quando voltou ao México, após 1940, fundou o Centro Realista de Arte Moderna.
Depois de várias viagens aos Estados Unidos e Polônia, foi condenado pelo governo a seis anos de prisão. Uma anistia posterior reduziu esta pena para dois anos. Já em liberdade, começou o seu famoso afresco A Marcha da Humanidade, que lhe valeu o Prêmio Nacional de Arte do México.[carece de fontes?]
Siqueiros também pintou, nos Estados Unidos, um afresco no Plaza Art Center, chamado Tropical América – Opressed and Destroyed by the Imperialists. A obra causou tanta polêmica e indignação que ele teve a renovação de seu visto negado.
Dentre os Muralistas era o que tinha maior comprometimento com o mundo moderno no que diz respeito tanto à temática quanto às técnicas. Diferentemente de Orozco e Rivera, raramente pintou temas ligados à história mexicana. Seu desejo extremado por justiça e progresso fazia com que ele trabalhasse em suas pinturas como se estivesse atacando um inimigo.[carece de fontes?]

## Principais obras
- o eco do pranto
- Etnografia, 1939
- Coronelazo, 1939
- La Nueva Democracia, 1939
- Las Victimas de La Guerra, 1939
- Las Victimas Del Fascismo, 1939
- Marcha de La Humanidad em La América Latina, 1965-1971
- "Cocos de su Intestinidade ",1940